# گرانتلی گولدینگ
گرانتلی گولدینگ (انگلیسی: Grantley Goulding؛ ۲۳ مارس ۱۸۷۴ – ۱۹۴۴) یک دونده دو با مانع و دونده سرعت اهل بریتانیا بود. از افتخارات وی میتوان به کسب مدال نقره ۱۱۰ متر با مانع در بازی‌های المپیک تابستانی ۱۸۹۶ اشاره کرد.